# 帕特里克·德维让

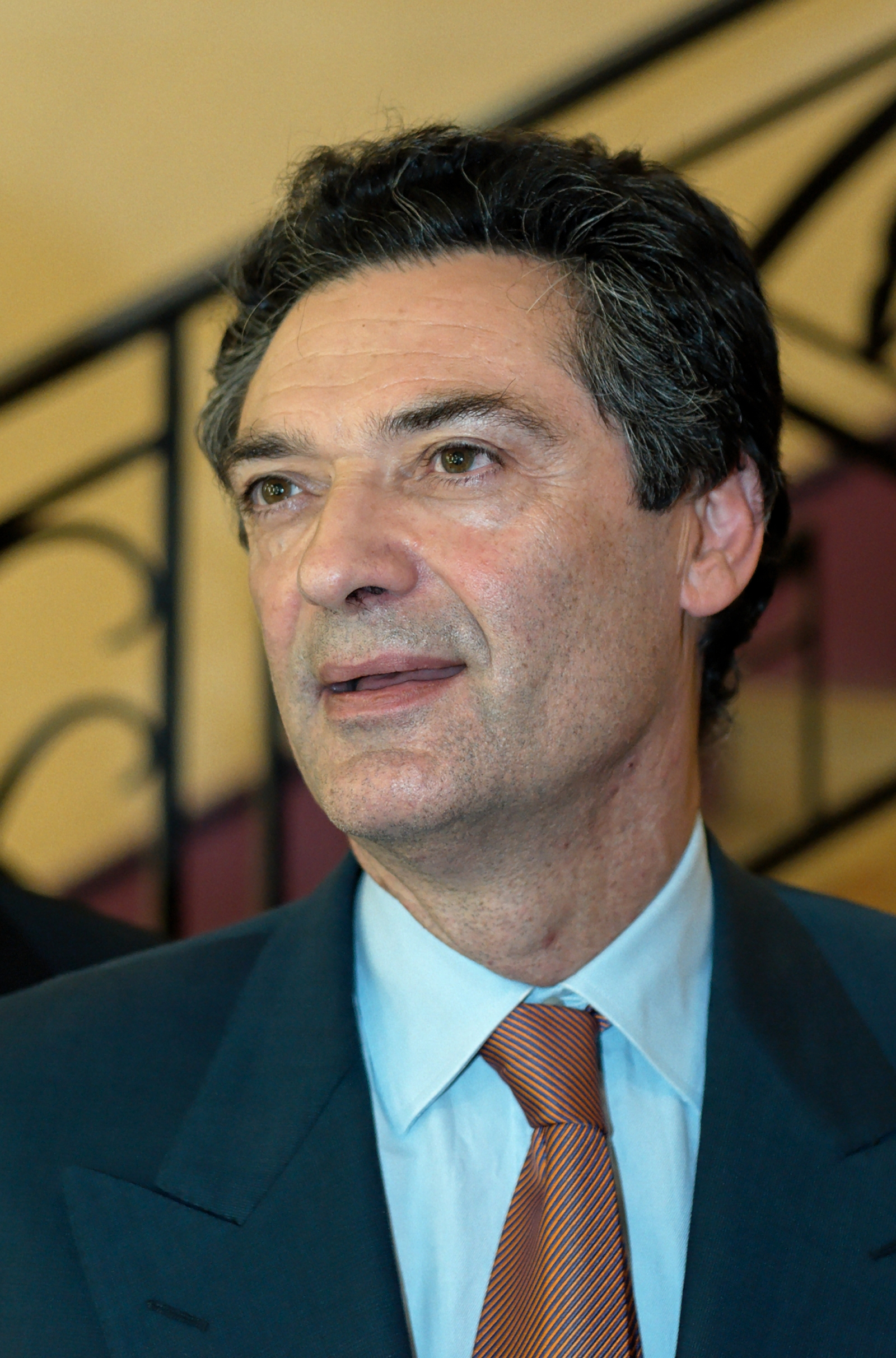
帕特里克·德维让

帕特里克·德维让（法語：Patrick Devedjian，1944年8月26日—2020年3月29日），法国人民運動聯盟政治家。
他于1990年代起担任尼古拉·萨科齐的顾问。2002年至2004年期间担任劳工部部长。2004年至2005年担任工业部部长。2008年至2010年期间担任经济复苏计划部部长，此职务是为了应对2008年全球金融危机专门设立的。2007年6月1日起担任法兰西岛大区上塞纳省议会主席。
2020年3月28日夜至29日凌晨期间，他因感染2019冠状病毒病去世。